# نهر مكاكو
نهر مكاكو (بالبرتغالية: Rio Macacu‏) هو نهر ولاية ريو دي جانيرو في جنوب شرق البرازيل.

## جغرافيا النهر
يوجد نهر مكاكو في سيرا دوس أورغوس على ارتفاع حوالي 1700 متر (5,600 قدم) في بلدية كاشويراس دي ماكوو، ويمتد لمسافة 74 كيلومترًا تقريبًا (46 ميل) حتى تقاطعها مع نهر غوابيميريم. يتم حماية حوض نهر مكاكو جزئيًا بمساحة 19508 هكتار (48,210 أكر) في محمية باكيا دو ريو ماكاو لحماية البيئة، وهي جزء من فسيفسائي لغابة وسط ريو دي جانيرو الأطلسية. يتدفق نهر ماكو عبر منطقة غابات المانغروف المسطحة في محطة غوانابارا الإيكولوجية البالغة مساحتها 1,936 هكتار (4,780 أكر) قبل تصريفه في شرق خليج جوانابارا بالقرب من مدينة ريو دي جانيرو.